# Stichting Calamiteitenfonds Reizen
Het Calamiteitenfonds Reizen is een Nederlandse stichting opgericht in 2000 met als doel reizigers financieel tegemoet te komen van wie de reeds aangevangen reis afgebroken wordt door een calamiteit. In het geval van een dreiging van een calamiteit, bepaalt de Stichting Calamiteitenfonds Reizen of er een dekkingsbeperking voor een vakantiebestemming geldt. Wie nog niet op reis is, kan in dat geval onder voorwaarden kosteloos annuleren binnen vier weken voor vertrek.
Voorbeelden van calamiteiten zijn:
- Oorlogen
- Natuurrampen zoals aardbevingen of overstromingen
- Ziektes en epidemieën